# 菅原小春
菅原 小春（すがわら こはる、1992年2月14日 - ）は、日本の女性ダンサー、振り付け師。千葉県山武市出身。星槎国際高等学校卒業。姉はシンガーソングライターのタテジマヨーコ。夫は俳優の黒田大輔。

## 来歴
- 小学校時代に最大で7つの事務所からスカウトを受けたことがある[4]。自ら進んでスターダストプロモーションに所属したが、挫折して退所した経験を持つ[5]。
- 2002年頃からダンスを始め[6]、10代の時にDANCE ATTACKやSHONEN CHAMPLE等の様々なコンテストで優勝した。
- 12歳の頃、姉と一緒にモーニング娘。のオーディションを受けるも落選。子役の事務所に所属した[6][7]。
- 2007年3月、地元の山武市成東東中学校を卒業[要出典]。同年4月、千葉県東金市の私立千葉学芸高等学校に入学するが中退[要出典]、翌年に通信制課程の星槎国際高等学校普通科へ入学。2010年3月、同校卒業[3]。
- 2010年4月、高校卒業後にロサンゼルスに渡り、本格的な活動を開始する。修業を積み、独自のダンススタイルを生み出した。
- 2013年には、ダンサーとしてNIKEとコラボレーションし、その後「NIKE ATHLETE」のキャンペーンの中にも登場している。
- 帰国後は、国内外を問わず様々なアーティストと関わり、振り付けやバックダンサーとして活動している。また、ヨーロッパ、アジア等の世界各国でもダンスを教えている。世界的なブランドの広告やファッション雑誌にも登場した。
- 2017年の舞台『日本神話 by マークエステル』以降、辻本知彦との共作も多く、コンテンポラリーダンスとの融合を試みている。
- 米フォーブス誌2019年「30 under 30」世界に影響を与えるアジアの30歳以下のタレント30人の1人としてエンタメ部門にて選出された。
- 2021年より高知県に移住。きっかけは2019年夏に飛び入り参加したよさこい祭りがあったという[8]。
- 2025年、俳優の黒田大輔と結婚[1]。

### 公演
- アスタリスク〜女神の光〜（2015年5月）
- SUGAR WATER（2016年2月21日、単独公演）
- TOKYO M.A.P.S（2017年5月7日、イベント出演）
- SUGAR WATER（2017年7月13日、単独公演）
- 日本神話 by マークエステル（2017年8月）
- 黒田育世『ラストパイ』（2018年10月）

## 人物
病んでいる時は『紅の豚』を一日10回以上見ている。

## 振り付け
- 倖田來未
- Crystal Kay
- 少女時代『LOVE & GIRLS』（仲宗根梨乃と共作）[10]
- 2NE1『Falling in Love』[11]
- テミン
  - 『さよならひとり』[12]
  - 『Flame of Love』[13]
  - 『MOVE』[14]
  - 『WANT』[15]
- SHINee『Good Evening』[16]
- Foorin『パプリカ』(辻本知彦と共作)[17]

## 主な出演

### テレビ番組
- 情熱大陸（2015年6月29日、毎日放送制作・TBS系列）
- HIT THE STAGE（2016年8月3日、Mnet）[18]
- 第67回NHK紅白歌合戦（2016年12月31日、NHK総合・ラジオ第1） - 坂本冬美、蜷川実花とのコラボパフォーマンス
- セブンルール（2017年4月18日、関西テレビ制作・フジテレビ系列）
- 今夜くらべてみました（2017年7月26日、日本テレビ） - タテジマヨーコの実妹として出演
- 関ジャム 完全燃SHOW（2017年10月29日、テレビ朝日）
- SWITCHインタビュー 達人達 （2017年12月9日、NHK Eテレ） - 伊勢崎賢治との対談
- うたコン（2018年7月3日・2020年3月31日、NHK総合）
- アナザースカイ（2018年12月7日、日本テレビ）
- 第69回NHK紅白歌合戦（2018年12月31日、NHK総合・ラジオ第1） - 米津玄師とのコラボパフォーマンス、振付・辻本知彦
- ごごナマ（2019年6月20日、NHK総合）
- 相席食堂（2021年5月25日・6月1日、朝日放送）
- おげんさんといっしょ（2022年8月18日、NHK総合）[19]
- ボクらの時代（2023年10月29日、フジテレビ） - 森山未來、関口メンディーと鼎談[20]

### テレビドラマ
- 大河ドラマ いだてん〜東京オリムピック噺〜（2019年6月9日・6月23日・7月7日、NHK総合） - 人見絹枝 役[21][22]
- FM999 999WOMEN'S SONGS（2021年3月26日 - 、WOWOWオンデマンド・WOWOWプライム） - そこだけ雨が降る女 役
- 連続テレビ小説 おかえりモネ（2021年8月4日〈第12週〉 - 8月13日〈第13週〉・9月13日〈第18週〉、NHK総合） - 鮫島祐希 役[23][24]
- パリピ孔明（2023年9月27日 - 、フジテレビ） - ミア西表 役[25][26]

### 映画
- 太陽の塔（2018年10月） - ドキュメンタリー。インタビューとダンスパフォーマンスにて出演[27]。
- パリピ孔明 THE MOVIE（2025年4月25日） - ミア西表 役[28]
- 海辺へ行く道（2025年晩夏公開予定）[29]

### 舞台
- MISHIMA2020（2020年9月21日・22日・26日・27日、東京、日生劇場） 前半日程（9月21日・22日）『憂国』(『(死なない)憂国』)[30]
- 舞台『千と千尋の神隠し』（2022年2月28日・3月1日、帝国劇場） - カオナシ 役[31]
- ポスト舞踏派 ダンス公演『魔笛』（2024年1月8日、KAAT神奈川芸術劇場 ホール)[32]

### PV
- 三浦大知
- EXILE
- テミン
- MONDO GROSSO
- 米津玄師
- millennium parade
- the spellbound

### ラジオ番組
- SUGAR WATER（2016年4月1日 - 2018年6月29日、J-WAVE）ナビゲーター

### CM・広告
- TDK（2015年）[33]
- BOSE
- Nike : #身の程知らず
- Android：じぶんをおもいきり
- トヨタ「Vitz」Safety Sense
- BARNEYS NEW YORK
- Years & Years『Desire』
- #FindYourStrength | 資生堂 アルティミューン | Shiseido
- NARS「NARS ZEN COLLECTION」（2020年6月 - ） - 横浜流星と共にビジュアルキャラクターに起用[34]
- ウィルキンソン タンサン「レモン」

### バックダンサー
- SMAP
- 安室奈美恵
- リアーナ
- 少女時代
- 三浦大知
- MISIA
- 米津玄師

## 受賞歴
- VOGUE JAPAN Women of the Year 2015 [35]
- BVLGARI AVRORA AWARDS 2017 [36]
- BEAUTY WEEK AWARD（2018年）[37]